# دوستعلی معیرالممالک
دوستعلی‌خان معیرالممالک، از رجال قاجار، خزانه دار و عیارزن مسکوکات در دورهٔ فتحعلی شاه بوده است.
پدرش حسنعلی‌بیگ بسطامی، مقام معیرباشی واپسین شاه صفوی و نادرشاه را داشت، خاندان معیرالممالک اصالتاً از روستای ابرسج شهر بسطام از توابع فعلی شهرستان شاهرود بودند که از عهد صفوی و افشاری به دربار شاهی راه یافتند. او نخستین فرد از خاندان بسطامی بود که لقب معیرالممالک گرفت. ابتدا پیشخدمت خاصه آغامحمدخان بود و پس از وفات پدرش به منصب معیرالممالکی رسید. او مورد اعتماد فتحعلی‌شاه بود و فتحعلی‌شاه او را به چند مقام مهم دولتی منصوب کرد. دوستعلی‌خان در راه همدان به کرمانشاه در کنگاور درگذشت. از او دو فرزند ماند:
1. حسینعلی‌خان معیرالممالک
2. محمدقاسم خان والی، نخستین سفیر ایران در روسیه

دوستعلی‌خان عموی فروغی بسطامی بود.